# Съезд химиков в Карлсруэ
Междунаро́дный съезд хи́миков в Ка́рлсруэ (нем. Karlsruher Kongress, фр. Congrès de Karlsruhe, англ. Karlsruhe Congress) — международная встреча химиков, проходившая в городе Карлсруэ, Великое герцогство Баден, с 3 по 5 сентября 1860 года. Это была первая международная конференция, посвященная химии. Решения этого съезда послужили одной из предпосылок открытия Периодического закона.

## Созыв
5 апреля 1860 года три знаменитых химика (Фридрих Август Кекуле, Шарль Адольф Вюрц и Карл Вельцин) предложили провести международную конференцию авторитетных химиков для обсуждения накопившихся проблем, связанных с химической номенклатурой, обозначениями и атомной массой. Главным вопросом конференции стало разграничение понятий «молекула» и «атом». Они же взяли на себя организацию и спонсорство конференции. Для иллюстрации одной из проблем, которые предстояло решить на съезде, Кекуле составил девятнадцать различных формул, использовавшихся химиками для обозначения этановой кислоты.
Дмитрий Менделеев так оценивал состояние химии:

В 50-х годах одни принимали O=8, другие O=16, если H=1. Вода для первых была HO, перекись водорода HO2, для вторых, как ныне, вода H2O, перекись водорода H2O2 или HO. Смута, сбивчивость господствовали. В 1860 году химики всего света собрались в Карлсруэ для того, чтобы на конгрессе достичь соглашения, однообразия

## Съезд и его результаты
На съезд собрались 127 химиков из разных европейских стран. На конференции проходила борьба двух фракций. Сторонники одной не верили в возможность познания атомов. Они предлагали выбрать любую из возможных формул для каждого вещества, вместо того чтобы пытаться найти истинные формулы, то есть они были сторонниками так называемого «условного соглашения».
Другая фракция объединяла химиков-материалистов, не соглашавшихся с точкой зрения о невозможности познания атомов и отвергавших условное соглашение.
Также обсуждались и сравнивались между собой принципы Берцелиуса и система Жерара.
Большое влияние на ход конгресса оказал итальянский химик Канниццаро. Канниццаро на основе закона Авогадро чётко разграничил понятия «атом», «молекула» и «эквивалент» и предложил рациональную систему атомной массы. Свою теорию он изложил в брошюре, которую лично раздал всем участникам конгресса. В своих выступлениях Канниццаро отстаивал закон Авогадро и систему Жерара и указывал на то, что возвращать химию к принципам Берцелиуса нецелесообразно. В целом конгресс положительно отнесся к идеям Канниццаро.
Результатом съезда химиков в Карлсруэ стало утверждение атомно-молекулярного учения, были определены понятия атомного веса, а также молекулы и атома. Было установлено, что молекула — это наименьшее количество вещества, вступающее в реакции и определяющее физические свойства, а атом — наименьшее количество элемента, содержащееся в молекулах.

## Химики — участники съезда
Согласно воспоминаниям Вюрца, на съезд приехали следующие ученые (приводятся имена только самых известных химиков, полный список — в воспоминаниях Вюрца):
1. Бельгия: Кекуле, Фридрих Август;
2. Германия: Ламберт фон Бабо, Адольф Байер, Лотар Мейер, Федор Бейльштейн, Роберт Бунзен, Эмиль Эрленмейер, Отто Эрдман, Эрнст фон Бибра, Адольф Штреккер;
3. Великобритания: Уильям Одлинг, Фредерик Август Абель
4. Франция: Жан Батист Буссенго, Жан Батист Дюма, Шарль Фридель, Шарль Адольф Вюрц;
5. Италия: Станислао Канниццаро;
6. Россия: Санкт-Петербург: Александр Порфирьевич Бородин, Дмитрий Иванович Менделеев, Леон Николаевич Шишков, Николай Николаевич Зинин;
7. Варшава: Якуб Натансон;
8. Швейцария: Уго Шифф, Мариньяк, Йоханнес Вислиценус.